# Wetterlücke
Die Wetterlücke ist ein hochalpiner Gebirgsübergang in den Berner Alpen.
Sie liegt in einer Höhe von 3169 m ü. M. zwischen dem Tschingelhorn im Westen und dem Breithorn im Osten und verbindet das Lauterbrunnental im Norden (Kanton Bern) mit dem Lötschental im Süden (Kanton Wallis).
Die erste touristische Überschreitung der Wetterlücke erfolgte am 22. Juli 1864 durch Adolphus Warburton Moore, Christian Almer und Antoine Eggel vom Süden her.